# Депо Богдан Володимирович
Богдан Володимирович Де́по (нар. 17 вересня 1944, Конюхи — пом. 23 березня 1992, Рівне) — український диригент і педагог, професор.

## Біографія
Народився 17 вересня 1944 року у селі Конюхах (нині Люблінське воєводство, Польща). 1945 року, разом із батьками, переїхав в Україну. 1970 року закінчив клас баяна у Львівській консерваторії; у 1972 році — клас диригування, був учнем Миколи Колесси.
Упродовж 1963–1966 років працював в Ансамблі пісні й танцю Закавказького військового округу; у 1971–1978 роках викладав у Рівненському музичному училищі; одночасно, з 1972 року, організатор і художній керівник камерного оркестру Рівненської філармонії. У 1981–1983 роках стажувався у Геннадія Рождественського в Московському камерному музичному театрі. 
З 1983 року — викладач Рівненського інституту культури: з 1991 по 1992 рік очолював кафедру народних інструментів. Помер у Рівному 23 березня 1992 року.

## Відзнаки
- Лауреат Республіканського конкурсу камерних оркестрів (1978, 2-га премія);
- Народний артист УРСР з 1990 року.

## Вшанування
В кінці 2018 року у Рівному, на будинку де з 1987 по 1992 рік жив митець, встановлено гранітну меморіальну дошку, виготовлену за кошти музиканта і краєзнавця Богдана Столярчука.